# 8540 Ardeberg
8540 Ardeberg (tên chỉ định: 1993 FK80) là một tiểu hành tinh vành đai chính. Nó được khám phá thông qua UESAC ở Đài thiên văn La Silla ở Chile ngày 17 tháng 3 năm 1993. 